# Luciana Facchini
Luciana Facchini é uma designer brasileira.  Graduada em Design pela Faculdade de Arquitetura e Urbanismo da USP, trabalhou de 2004 a 2009 como designer interna na editora Cosac Naify, onde participou do projeto gráfico de livros como Experiência Neoconcreta, de Ferreira Gullar, A Fera na Selva, de Henry James, e Lampião & Lancelote, de Fernando Vilela. A partir de 2010, passou a dirigir seu próprio estúdio, prestando serviço terceirizado de design. Já teve trabalhos expostos em Bienais de Design Gráfico da Associação de Designers Gráficos do Brasil.
Luciana ganhou o Prêmio Jabuti três vezes: Em 2007, por Lampião & Lancelote (2º lugar na categoria "Capa"); em 2008, por A Fera na Selva (3º lugar na categoria "Projeto Gráfico"); e em 2018, por Conflitos: Fotografia e Violência Política no Brasil - 1889-1964 (categoria "Projeto Gráfico"). Este último livro serviu como catálogo da exposição homônima realizada no Instituto Moreira Salles, que trazia cerca de 400 imagens que mostravam revoltas populares, rebeliões, guerras civis, golpes de Estado e tentativas de revolução que se deram a partir da proclamação da República, em 1889, até o golpe militar de 1964.